# Cryptandra crispula
Cryptandra crispula är en brakvedsväxtart som beskrevs av Barbara Lynette Rye. Cryptandra crispula ingår i släktet Cryptandra och familjen brakvedsväxter. Inga underarter finns listade i Catalogue of Life.